# Lenguas sentani
Las lengua sentani son una pequeña familia lingüística de lenguas papúes habladas en la región adyacente al lago Sentani en Irian Jaya. Malcolm Ross cosnidera que estarían relacionadas con las lenguas de Doberai oriental, dada la similitud de las formas pronominales reconstruidas.

## Clasificación
Las lenguas sentani se dividen den dos ramas:
- Grupo sentani: Sentani, Nafri, Tabla (Tanah Merah)
- Demta

Stephen Wurm clasifició originalmente las lenguas sentani como parte de las lenguas trans-neoguineanas, pero Malcolm Ross las relcasificó como parte de las lenguas Doberai-Sentani (se especula que este último grupo pueda a su vez estar relacionado con las lenguas papúes occidentales.

## Comparación léxica
Los numerales en diferentes lenguas sentani son:
| GLOSA | Nafri         | Sentani     | Tabla              | PROTO- SENTANI    |
| ----- | ------------- | ----------- | ------------------ | ----------------- |
| '1'   | mbɛ           | mbai        | mbeⁱ               | *mbai             |
| '2'   | bɛʔɛ~ 'bɛyɛʔ  | be          | bə                 | *bɛ               |
| '3'   | 'namɛ         | namʌ        | 'namɪn             | *namə             |
| '4'   | 'sɑriʔ        | kʌli        | kiɾimbeⁱ           | *kəri(?)          |
| '5'   | 'mɔ̃mbɛ        | mæhæ mbai   | məsi               | *masi + mbai      |
| '6'   | mis'nembɛ     | mʌhinʌ mbai | məsi mbeⁱ pəɾə     | *ma-si(-nəm) bai  |
| '7'   | bɛɾbɑ'sɑɾibi  | mʌhinʌ be   | məsi bə pəɾə       | **ma-si(-nəm) bɛ  |
| '8'   | sa'ɾibi       | mʌhinʌ namʌ | məsi namin pəɾə    | *ma-si(-nəm) namə |
| '9'   | saɾibi 'sembe | mʌhinʌ kʌli | məsi kiɾimbeⁱ pəɾə |                   |
| '10'  | saɾibi sebe   | mʌ be       | məbə               | *ma bɛ            |